# دادلی (ماساچوست)
دادلی، ماساچوست
دادلی (به انگلیسی: Dudley) شهرکی در شهرستان ورچستر ایالت ماساچوست می‌باشد که در سال ۱۷۳۲ بنیان‌گذاری شده‌است. این شهرک در سرشماری سال ۲۰۱۰ میلادی، ۱۱٬۳۹۰ نفر جمعیت داشته‌است.